# Elaphidion glabriusculum
Elaphidion glabriusculum är en skalbaggsart som först beskrevs av Bates 1885. Elaphidion glabriusculum ingår i släktet Elaphidion och familjen långhorningar.
Artens utbredningsområde är Panama. Inga underarter finns listade i Catalogue of Life.